# Quinchamalium fruticulosum
Quinchamalium fruticulosum là một loài thực vật có hoa trong họ Schoepfiaceae. Loài này được Steud. ex Miers miêu tả khoa học đầu tiên năm 1878.